# Sven Persson (kemist)
Sven H. Persson, född 29 maj 1918 i Karlstads landsförsamling, död 23 oktober 1992 i Bad Oeynhausen, Tyskland, var en svensk kemist, uppfinnare och företagsledare.
Persson blev filosofie kandidat vid Uppsala universitet 1938, tog examen från Kungliga Tekniska högskolan 1940 och blev teknologie licentiat 1955. Han var först verksam inom elektrokemisk industri och arbetade som utvecklingsingenjör vid Skoghallsverken 1946-1949. En av hans insatser var en uppmärksammad uppfinning som möjliggjorde framställning av klordioxid, som vid denna tid var ett nytt blekmedel för blekning av pappersmassa.
Han övergick därefter till oljeindustrin och arbetade som överingenjör vid Koppartrans oljeaktiebolag 1950-1955, vid Uddeholms AB 1956-1960, som platschef vid Esso Chemical AB i Stenungsund 1961-1966 då Sveriges första petrokemiska industri byggdes upp där. Han var därefter marknadschef i detta bolag 1967, arbetade vid Esso-koncernens europeiska huvudkontor i Bryssel 1968-1971, var verkställande direktör vid Esso Chemical AB 1972-1974, och direktör inom Johnsonkoncernen från 1974 till 1981.
Han var ordförande för Ingenjörsvetenskapsakademiens nämnd för kemiteknik från 1972 till 1975.
Persson promoverades till teknologie hedersdoktor vid Chalmers tekniska högskola 1974. Han var från 1942 gift med journalisten Elisabeth Otten (1915–1988).